# Neuhaus (Karyntia)
Neuhaus (słoweń. Suha) – gmina w Austrii, w kraju związkowym Karyntia,  w powiecie Völkermarkt. Liczy 1035 mieszkańców (1 stycznia 2015).